# 高松市立多肥小学校
高松市立多肥小学校（たかまつしりつ たひしょうがっこう）は、香川県高松市多肥上町にある市立小学校。

## 概要
高松市の中部、多肥地区に位置する小学校である。当校の児童数は市内では栗林小と太田南小と並んで1,000人を突破しているマンモス校であり、香川県内の公立小学校中、第1位の数である。

## 学校データ
- 児童数：1,251人（2022年度[1]）
- 児童愛称：多肥っ子

学校施設（2022年10月時点）
- 普通教室：34教室
- 特別教室：8教室
- 校舎面積：6,898m2
- 体育館面積：863m2

服装規定
- 制服：あり（通年必用）
- 防寒着：不明

## 歴史

### 年表
- 1892年（明治25年） - 多肥村立多肥尋常小学校として設立。
- 1936年（昭和11年） - 高等科を設置。
- 1941年（昭和16年）4月1日 - 多肥村立多肥国民学校と改称。
- 1947年（昭和22年）4月1日 - 多肥村立多肥小学校と改称。
- 1956年（昭和31年）9月30日 - 高松市立多肥小学校と改称。
- 1971年（昭和46年） - プール竣工。
- 2004年（平成16年）4月1日 - 高松市立小中学校全校で3学期制を廃して2学期制を導入。
- 2013年（平成25年）4月1日 - 高松市立小中学校全校で3学期制に移行。

### 全校児童数の推移
当校の児童数は2003年度以降継続して増加しており、2005年度からは急増している。また、2011年度までの10年間で倍増している。2013年度には児童数が1,000人を超し、マンモス校と化した。2020年度には同市内にある栗林小学校の児童数を抜き、香川県の公立小学校で1番目に児童数の多い小学校となっている。現在の生徒数は1251名。
- 1999年度：445人
- 2000年度：440人（-5人）
- 2001年度：454人（+14人）
- 2002年度：426人（-28人）
- 2003年度：439人（+13人）
- 2004年度：466人（+27人）
- 2005年度：526人（+60人）
- 2006年度：571人（+45人）
- 2007年度：662人（+91人）
- 2008年度：727人（+65人）
- 2009年度：789人（+62人）
- 2010年度：856人（+67人）
- 2011年度：909人（+53人）
- 2012年度：980人（+71人）
- 2013年度：1,000人（+20人）
- 2014年度：1,043人（+43人）
- 2015年度：1,090人（+47人）
- 2016年度：1,122人（+32人）

## 教育目標
自ら考え 心豊かに ともに生きる子どもの育成
児童像
- 自分をみがく子
- 人とかかわる子
- 未来をひらく子

## 通学区域
通学区域は高松市多肥地区のほぼ全域並びに林地区の一部。
- 高松市
  - 多肥下町
  - 多肥上町（仏生山小学校区を除く）
  - 出作町
  - 上林町776番地～860番地、953番地～991番地

## 進学先中学校
- 高松市立龍雲中学校

## 校区内の主な施設
- 香川県高松南警察署
- 香川県警察機動隊
- 高松市多肥出張所
- 高松市南消防署
- 香川県高松土木事務所
- 香川県立高松桜井高等学校
- 香川県済生会病院

## 交通
- ことでん琴平線太田駅より徒歩16分（1.3km）
- ことでんバスサンメッセ・川島・西植田線（レインボー通り経由便） 桜木神社前バス停より徒歩2分（0.2km）